# Meliá Hotels International

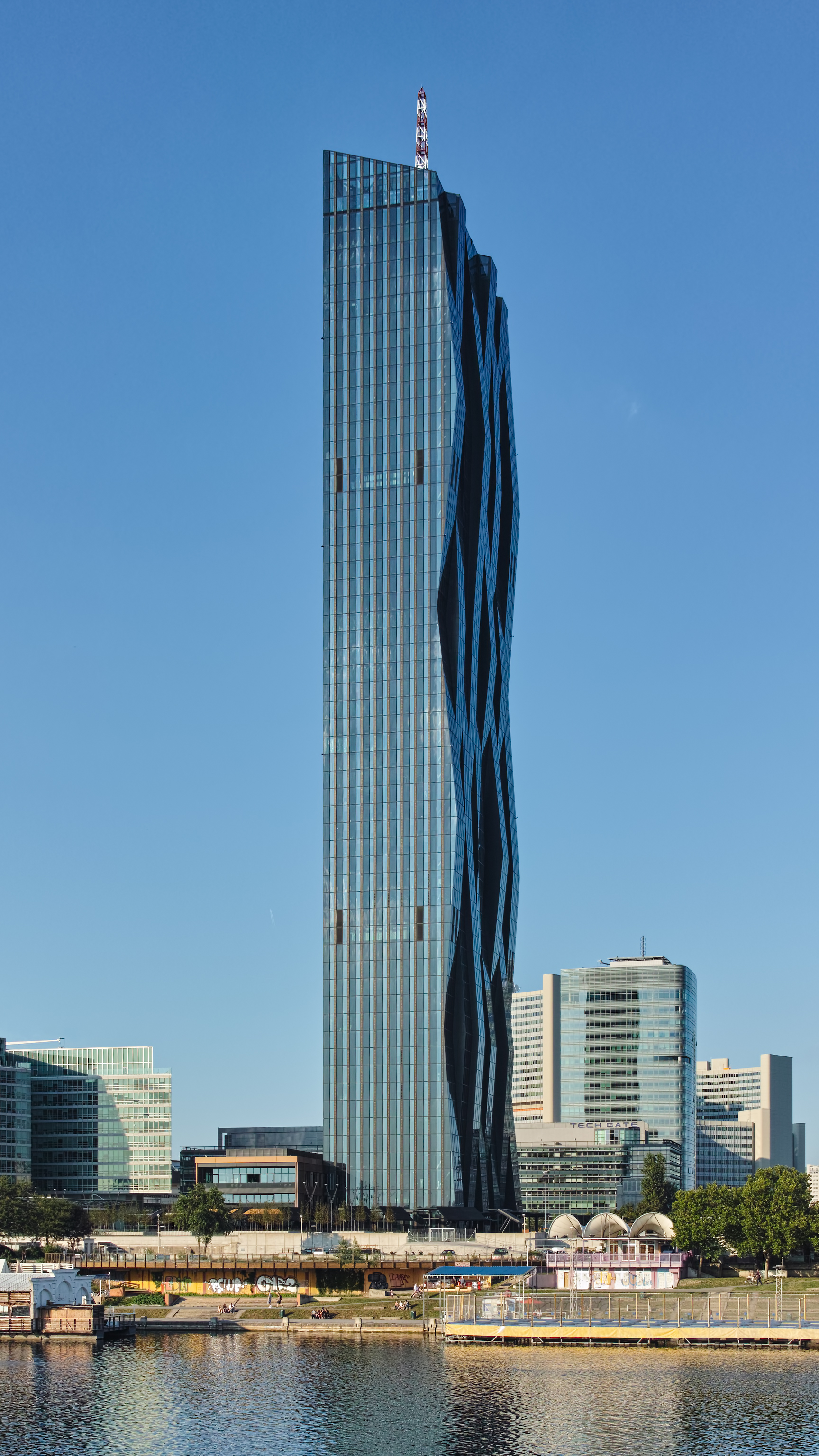
Meliá Vienna im DC Tower 1, Wien

Meliá Hotels International, S.A. (ehemals Sol Meliá Hotels & Resorts S.A., eigene Schreibweise auch MELIÃ) ist eine spanische Hotelkette, die im Jahre 1956 von Gabriel Escarrer Juliá in Palma, Spanien gegründet wurde. Das Unternehmen war 2007 mit weltweit mehr als dreihundert Hotels in dreißig Ländern und mehr als 35.000 Mitarbeitern der weltgrößte Betreiber von Resorts. In Spanien galt Meliá 2008 als Marktführer in den Kategorien Hotels und Resorts.

## Geschichte

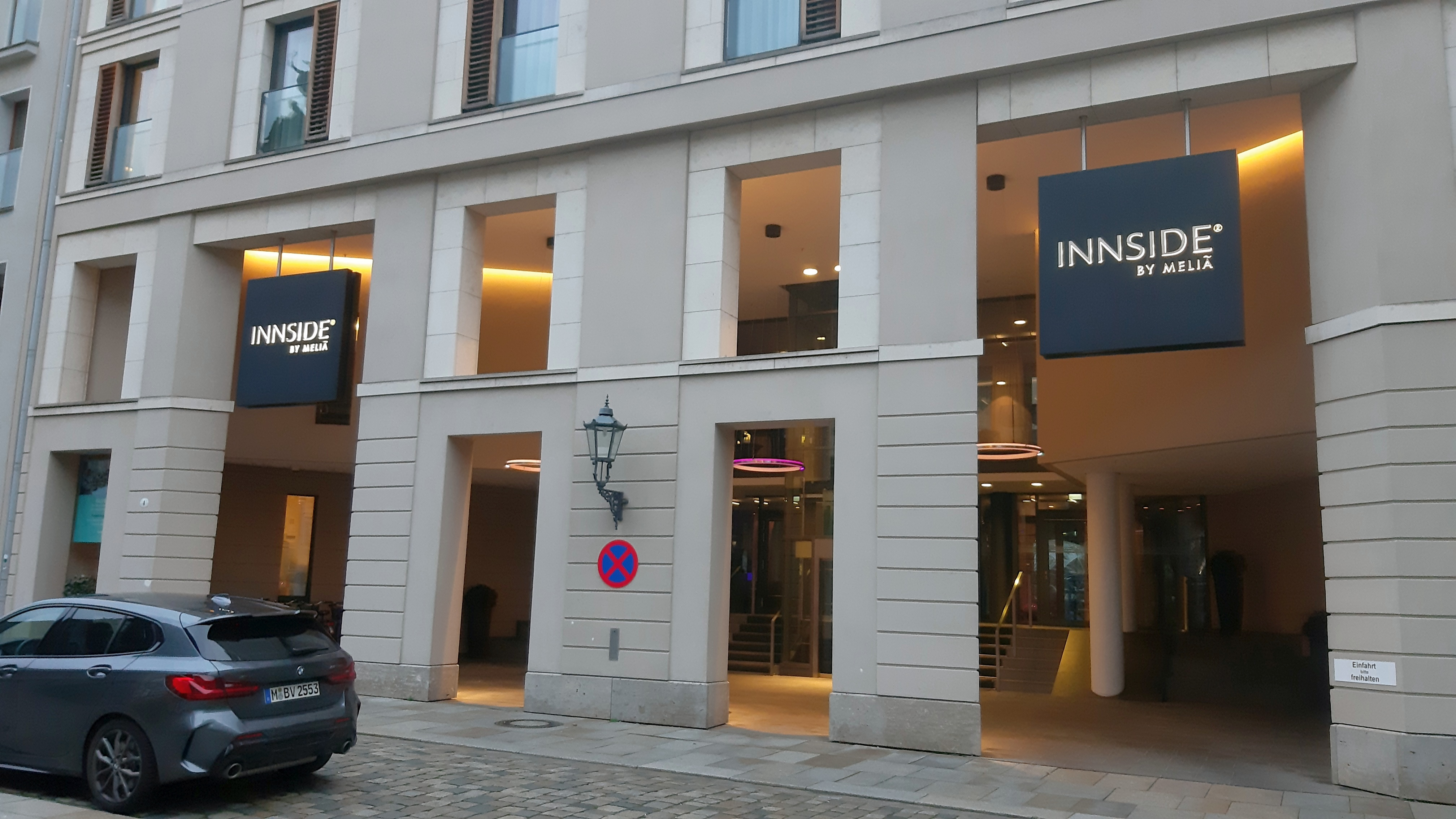
INNSIDE Hotel in Dresden

Die Wurzeln des Unternehmens reichen in das Jahr 1956 zurück, als der damals 21-jährige Gabriel Escarrer Juliá das Altair Hotel in Palma de Mallorca mietete. In den folgenden Jahren machte sich Escarrer die zunehmende Beliebtheit der Insel als Touristenziel zu Nutze und integrierte von Zeit zu Zeit immer mehr Hotels in sein Unternehmen Hoteles Mallorquines. In den 1960er und 1970er Jahren expandierte die Hotelkette auch geographisch, indem Hotels sowohl auf den Kanaren als auch auf den restlichen Balearischen Inseln akquiriert wurden. Nach dem Ende der Regierungszeit General Francos entwickelte sich der Tourismus in Spanien schneller als je zuvor und Hoteles Mallorquines konnte daher mit einer hohen Dynamik in das spanische Inland expandieren. Auf diese Weise wurde Anfang der 1980er-Jahre eine landesweite Präsenz in Spanien erreicht.
Im Jahre 1984 wurde die Hotelkette in Hoteles Sol umbenannt. Nur kurze Zeit später konnte sich das Unternehmen als größte Hotelkette in Spanien etablieren, nachdem die Akquisition der Hotasa Group erfolgreich gelungen war. Diese war an insgesamt 32 Standorten vertreten. Eine weitere Fusion fand drei Jahre später mit der Hotelkette Meliá statt, aus der dann die heutige Kette Sol Meliá hervorging. Der Zusammenschluss erhöhte die weltweite Präsenz der Hotelkette enorm, da sie nun auch in der Karibik, den sogenannten Americas und in anderen Teilen Europas vertreten war.
In der jüngsten Zeit unternahm die Firma Sol Meliá Hotels & Resorts S.A. zunehmend Versuche, Partnerschaften mit anderen Unternehmen der Tourismusbranche einzugehen. Obwohl die Aktie von Sol Meliá seit 1996 an der Madrider Börse gehandelt wird, hält die Escarrer-Familie immer noch einen Anteil von über 61 Prozent im Jahre 2007.
Die Sol Meliá Hotels & Resorts S.A. unterhält Partnerschaften mit zahlreichen Fluggesellschaften, u. a. mit Lufthansa, American Airlines, Delta Air Lines und Iberia sowie seit Oktober 2011 mit KLM / Air France.

## Marken
Das Produktportfolio von Meliá besteht aus verschiedenen Marken, die sich in Komfort und Profil unterscheiden. In diesem Portfolio befinden sich die Marken: Gran Meliá, Meliá, ME by Meliá, INNSIDE, TRYP Hotels, Sol Hotels, Paradisus Resorts, Sol Meliá Vacation Club und QGREENHOTEL by Meliá. 
Im Juni 2010 gab Sol Meliá den Verkauf der Hotelmarke Tryp Hotels an den US-Konzern Wyndham Worldwide bekannt. Die Hotels sollten weiter von Meliá als Tryp by Wyndham betrieben werden. Zudem war eine strategische Allianz beider Hotelkonzerne vorgesehen.
Das Unternehmen betreibt seit November 2023 mehr als 350 Hotels, von denen sich über 160 in Spanien befinden. In den übrigen Ländern, in denen Meliá Hotels International tätig ist, befinden sich die meisten Hotels auf Kuba sowie in Deutschland, Kroatien, Brasilien und Portugal.